# Morgan Jones (1885–1939)
Morgan Jones (ur. 3 maja 1885, zm. 23 kwietnia 1939) – brytyjski polityk Partii Pracy, deputowany Izby Gmin.

## Działalność polityczna
W okresie od 24 sierpnia 1921 do śmierci 23 kwietnia 1939 reprezentował okręg wyborczy Caerphilly w brytyjskiej Izbie Gmin. W 1924 i od 1929 do 1931 był też parlamentarnym sekretarzem w ministerstwie edukacji w pierwszym i  drugim rządzie Ramsaya MacDonalda.